# Чернов, Александр Александрович (физик)
Алекса́ндр Алекса́ндрович Черно́в (род. 5 октября 1931, Москва) — российский физик, член-корреспондент АН СССР (1987), член-корреспондент РАН (1991).

## Биография
Из семьи врачей, сын А. З. Чернова. Выпускник МГУ (1954). С 1954 г. работал в Институте кристаллографии АН СССР (РАН), заведующий отделом. Профессор.
С 1996 работает в США (НАСА), лаборатории в Ливерморе.
Иностранный член Болгарской академии наук (2007). С 2007 г. президент федерации International Organization of Crystal Growth.

## Научная деятельность
Основные труды по вопросам кристаллизации и поверхностных явлений. Руководил разработкой технологий, позволяющих быстро выращивать высококачественные кристаллы (напр. фосфатов калия), использующиеся для умножения частоты в мощных лазерных системах.

### Избранные труды
- Chernov A. A. Protein Crystals and Their Growth // J. Structural Biology. — 2003. — Vol. 142. — P. 1-21.
- Chernov A. A. Modern Crystallography III // Crystal Growth: Springer Series on Solid State Science. — Berlin etc.: Springer, 1984. — Vol. 36, Part I.
- Chernov A. A. Copolymer Chains and Mixed Crystal Growth // Sov. Phys. Uspekhi 4, 116—148 (Uspekhi Fiz Nauk 100 299—327) (1971).
- Chernov A. A. Spiral Growth of Crystals // Sov Phys Uspekhi, Uspekhi Fiz Nauk 73, 277—331 (1961).

Научно-популярные работы
- Физика кристаллизации / А. А. Чернов. - М. : Знание, 1983. - 64 с. : ил.; 20 см. - (Новое в жизни, науке, технике).

## Награды
- Премия Правительства РФ (1997) — за разработку технологии изготовления оптических элементов из кристаллов КДР и ЖДР для лазерных систем.
- Премия им. Е. С. Федорова АН СССР (1982) — за цикл работ по исследованию кристаллизации.
- Премия им. Ф. Франка Международной организации кристаллографии (1989).